# Ingjaldur Hrólfsson
Ingjaldur Hrólfsson (n. 918) fue un vikingo y bóndi de Núpufell, Möðruvellir í Eyjafirði, Eyjafjarðarsýsla en Islandia, Era hijo de Hrólfr Helgasson. Es un personaje en la saga de Víga-Glúms, y saga de Valla-Ljóts. Su hija Úlfheiður Ingjaldardóttir (n. 940), sería la esposa de Narfi Árnason.